# Токарево (Херсонская область)
Токарево (укр. Токареве) — село в Великоалександровской поселковой общине Бериславского района Херсонской области Украины.
Почтовый индекс — 74114. Телефонный код — 5532. Код КОАТУУ — 6520980305.

## Население
Население по переписи 2001 года составляло 173 человека.

### Языковой состав
Родной язык населения по данным переписи 2001 года:
| Язык       | Численность, чел. | Доля     |
| ---------- | ----------------- | -------- |
| Украинский | 164               | 94,80 %  |
| Русский    | 9                 | 5,20 %   |
| Итого      | 173               | 100,00 % |